# Onitis humerosus
Espèce
Onitis humerosus est une espèce d'insectes coléoptères de la famille des Scarabaeidae, de la sous-famille des Scarabaeinae. Il est présent dans les régions paléarctiques (est de la Méditerranée, Caucase, sud-est de l'Ukraine, Turkestan, Afghanistan, Pakistan).